# Resolução 181 do Conselho de Segurança das Nações Unidas
Resolução 181 do Conselho de Segurança das Nações Unidas, foi aprovada em 7 de agosto de 1963, se preocupou com o acúmulo de armas da República da África do Sul e os temores de que essas armas podem ser usadas para promover o conflito racial no país. O Conselho apelou ao governo da África do Sul para abandonar a sua política de apartheid, como a primeira condição solicitada pela Resolução 134, e apelou a todos os Estados para que cessem voluntariamente a venda e remessa de todas as armas, munições e outros equipamentos militares para a África do Sul.
Foi aprovada com 9 votos, e duas abstenções da França e do Reino Unido. No entanto, a resolução teve pouco efeito imediato sobre a conduta do regime na África do Sul.